# Chaerephon plicatus
Chaerephon plicatus là một loài động vật có vú trong họ Dơi thò đuôi, bộ Dơi. Loài này được Buchannan mô tả năm 1800.